# Anton Shoutvin
Anton Shoutvin (aussi Shutbin; né le 25 janvier 1989, en Ukraine) est un joueur israélien de basket-ball. Il joue au poste de pivot.

## Biographie
Après avoir joué dans sa jeunesse au Maccabi Tel-Aviv, Shoutvin a commencé sa carrière à Binyamina lors de la saison 2007-2008. La saison suivante, il joue avec Maccabi Givat Shmuel. En 2009, il quitte l'équipe pour rejoindre l'équipe du Maccabi Tel-Aviv. 
Il a évolué avec l'équipe d'Israël lors du Championnat d'Europe des 20 ans et moins 2008, disputé en Lettonie. Avec 17,9 points, il est le meilleur marqueur de sa sélection durant cette compétition. Israël termine à la 10e place de la compétition.

## Clubs successifs
- 2008-2009 :  BC Habikaa
- 2008-2009 :  Maccabi Tel-Aviv

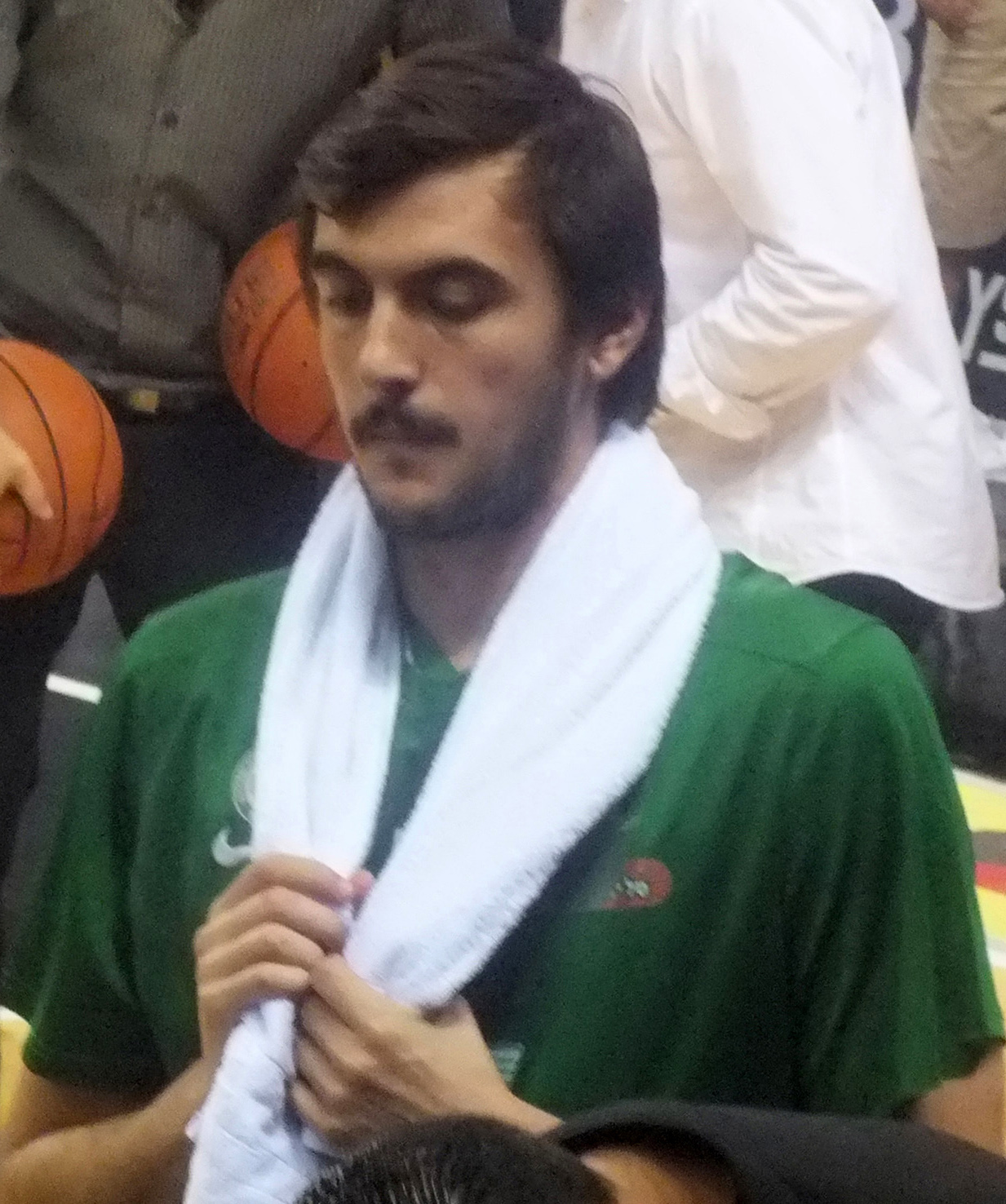
Anton Shoutvin en 2013

- 2009 :  Hapoël Gilboa Galil Elyon
- 2009-2010 :  Elitzur Yavné
- 2010-2011 :  USC Freiburg
- 2011-2012 :  Maccabi Ashdod
- 2012-2013 :  Maccabi Haïfa
- 2013-2014 :  Hapoël Gilboa Galil
- 2014-2015 :  Maccabi Haïfa